# TS인베스트먼트
주식회사 TS인베스트먼트(영어: TS Investment)는 대한민국의 경영권 인수 전문 벤처캐피탈 회사이다.

## 역사
2008년 설립되었다.

## 투자회사
- 티젠
- 삼진어묵
- 해성티피씨
- 코츠테크놀로지[5]
- 블루엠텍
- 볼빅[6]
- 퓨리오사AI
- 센코